# 찐찌
찐찌(베트남어: Chính Trị / 正治 정치 / 1558년 ~ 1572년 1월)는 베트남 후 레 왕조(後黎朝) 영종(英宗) 레 주이 방(黎維邦)의 두번째 연호이다.
- 찐 주 군주(섭정) : 찐끼엠(鄭檢) → 찐꼬이(鄭檜) → 찐뚱(鄭松)
- 응우옌 주 군주 : 응우옌호앙(阮潢)
- 버우 주 군주 : 부반멋(武文密) → 부꽁끼(武公紀)

## 개원
- 티엔흐우(天祐) 원년(1557년) 10월에 연호를 찐찌(正治)로 정하고, 다음 해 1월 1일[1](율리우스력 1558년 1월 20일)에 개원함.[2][3]

- 찐찌(正治) 15년(1572년) 1월에 연호를 홍푹(洪福)으로 개원함.[2][4]

## 연대 대조표
| 찐찌   | 서기 (西紀) | 간지 (干支) | 막 왕조 연호               | 응우옌 주 기년  | 명나라 연호     |
| 원년   | 1558년      | 무오 (戊午) | 꽝바오(光寶) 4년           | 선주(僊主) 원년 | 가정(嘉靖) 37년 |
| 2년    | 1559년      | 기미 (己未) | 꽝바오 5년                 | 선주 2년        | 가정 38년       |
| 3년    | 1560년      | 경신 (庚申) | 꽝바오 6년                 | 선주 3년        | 가정 39년       |
| 4년    | 1561년      | 신유 (辛酉) | 꽝바오 7년                 | 선주 4년        | 가정 40년       |
| 5년    | 1562년      | 임술 (壬戌) | 꽝바오 8년                 | 선주 5년        | 가정 41년       |
| 6년    | 1563년      | 계해 (癸亥) | 꽝바오 9년                 | 선주 6년        | 가정 42년       |
| 7년    | 1564년      | 갑자 (甲子) | 꽝바오 10년                | 선주 7년        | 가정 43년       |
| 8년    | 1565년      | 을축 (乙丑) | 투언푹(淳福) 원년          | 선주 8년        | 가정 44년       |
| 9년    | 1566년      | 병인 (丙寅) | 투언푹 2년                 | 선주 9년        | 가정 45년       |
| 10년   | 1567년      | 정묘 (丁卯) | 투언푹 3년                 | 선주 10년       | 융경(隆慶) 원년 |
| 찐찌   | 서기 (西紀) | 간지 (干支) | 막 왕조 연호               | 응우옌 주 기년  | 명나라 연호     |
| 11년   | 1568년      | 무진 (戊辰) | 투언푹 4년 숭캉(崇康) 원년 | 선주(僊主) 11년 | 가정(隆慶) 2년  |
| 12년   | 1569년      | 기사 (己巳) | 숭캉 2년                   | 선주 12년       | 융경 3년        |
| 13년   | 1570년      | 경오 (庚午) | 숭캉 3년                   | 선주 13년       | 융경 4년        |
| 14년   | 1571년      | 신미 (辛未) | 숭캉 4년                   | 선주 14년       | 융경 5년        |
| (15년) | 1572년      | 임신 (壬申) | 숭캉 5년                   | 선주 15년       | 융경 6년        |

## 동시대 연호

### 베트남
막 왕조(莫朝)
- 꽝바오(光寶) (1555년 ~ 1564년)
- 투언푹(淳福) (1565년 ~ 1568년)
- 숭캉(崇康) (1568년 ~ 1578년)

### 중국
명(明)
- 가정(嘉靖) (1522년 ~ 1566년)
- 융경(隆慶) (1567년 ~ 1572년)

기타
- 채백관(蔡伯貫) 대보(大寶) (1565년 ~ 1566년)

### 일본
- 고지(弘治) (1555년 ~ 1558년)
- 에이로쿠(永祿) (1558년 ~ 1570년)
- 겐키(元龜) (1570년 ~ 1573년)

## 같이 보기
- 다른 왕조의 같은 연호
  - 대리국(大理國) 정치(正治, 1027년 ~ 1041년)
  - 일본(日本) 쇼지(正治, 1199년 ~ 1201년)

- 베트남의 연호